# Alfred Grob
Alfred Grob (* 29. August 1965 in Beilngries) ist ein deutscher Politiker (CSU). Grob ist seit November 2018 Mitglied des bayerischen Landtags.

## Ausbildung und beruflicher Werdegang
Von 1972 bis 1976 besuchte Grob die Grundschule in Beilngries. 1985 legte er am Willibald-Gymnasium in Eichstätt das Abitur ab. Es folgte von 1987 bis 1990 ein Studium an der Bayerischen Beamtenfachhochschule in Fürstenfeldbruck, Fachbereich Polizei. Von 2000 bis 2002 studierte Grob an der Hochschule der Polizei in Münster (Polizeiführungsakademie).
Grob begann seinen Polizeidienst bei der 6. Hundertschaft der Bayerischen Bereitschaftspolizei Eichstätt. Danach arbeitete er bei der Polizeiinspektion Fürstenfeldbruck, dem Bayerischen Staatsministerium des Inneren und als Leiter der Polizeiinspektion Eichstätt.
Er besuchte die Führungsakademie in Münster und wurde Leiter der Kriminalpolizei Fürstenfeldbruck. Von 2004 bis 2010 leitete Alfred Grob die Sonderermittlungsdienststelle zur Bekämpfung der organisierten Kriminalität des Polizeipräsidiums Oberbayern. Seit März 2010 bis zu seiner Wahl war Grob Leiter der Kriminalpolizei Ingolstadt, wo er zum leitenden Kriminaldirektor befördert wurde. Dabei war er für die Bekämpfung der mittleren und Schwerkriminalität für ca. 500.000 Menschen zuständig.

## Politik
1983 trat Grob in die Junge Union ein. Von 2010 bis 2015 war er Leiter des regionalen Arbeitskreises der CSU für Polizei und Innere Sicherheit Ingolstadt, Neuburg und Pfaffenhofen. Von 2014 bis 2018 war er Vorsitzender des Bezirksausschusses Mitte der Stadt Ingolstadt. Von 2015 bis 2019 bekleidete er das Amt des stellvertretenden Kreisvorsitzenden der CSU Ingolstadt.
Von 2019 bis 2023 war Grob Kreisvorsitzender der Ingolstädter CSU. Von 2018 bis 2021 war Grob Fraktionsvorsitzender der CSU Ingolstadt. 
Am 14. Oktober 2018 wurde er zum Nachfolger von Christine Haderthauer als Direktkandidat in den Bayerischen Landtag im Stimmkreis Ingolstadt gewählt. Bei der Landtagswahl 2023 zog er erneut in den Landtag ein. Grob ist Mitglied des Ausschusses für Kommunale Fragen, Innere Sicherheit und Sport und Ausschusses für Fragen des öffentlichen Dienstes, Mitglied des Parlamentarischen Kontrollgremiums (PKG), Mitglied der Datenschutzkommission, Sprecher der CSU-Landtagsfraktion in Polizeifragen und Mitglied des Landessportbeirats.

## Privates
Grob lebt in Gerolfing, ist verheiratet und Vater dreier Kinder.